# Penyu-Inseln
Die Penyu-Inseln (indonesisch Pulau-Pulau Penyu, auch Penju, deutsch Schildkröteninseln) sind eine zu den Molukken gehörende Inselgruppe in der Bandasee. Die Koralleninseln befinden sich mittig in der See auf etwa halbem Wege von Buru nach Romang in den Barat-Daya-Inseln. Sie gehören zur indonesischen Provinz Maluku.
Auf einer britischen Karte von 1846 sind die Penyu-Inseln als Turtle Islands vermerkt. Eine Karte von 1868 bezeichnet die Inseln hingegen als Schildpad Islands (Schildpattinseln), der Name wurde vermutlich von der niederländischen Kolonialmacht (Niederländisch-Indien) eingeführt.

## Geographie
Etwa 26 km südwestlich liegen die vier Lucipara-Inseln und das Skaro-Riff. Abgesehen davon ist das nächstgelegene Festland die Vulkaninsel Gunungapi 147 km südwestlich. Um die Inseln befinden sich Korallenriffe. Grüne Meeresschildkröten und Echte Karettschildkröten leben in den umliegenden Gewässern und legen ihre Eier auf den Inseln ab. Beide Inselgruppen sind unbewohnt, jedoch kommen ab und zu Schildkröten- und andere Fischer aus Buru und Ambon auf die Inseln.
Die Inselgruppe besteht aus drei Inseln, die größte von ihnen ist Pulau Mai im Süden mit einer Fläche von knapp über einem Quadratkilometer. Sie ist etwa 1,8 km lang in Nordwest-Südost-Richtung und etwa 800 m breit. An der Nordküste befinden sich ein metallenes Leuchtfeuer sowie vier Gebäude. Wie alle der Inseln ist sie stark von Vegetation bewachsen (unter anderem Kokospalmen), aufgrund der hohen Bäume ist Mai schon aus 25 km Entfernung zu erkennen. Das die Insel umgebende Riff hat eine Fläche von ca. 8 km². Die Rifffläche hat sich stark ausgedehnt.
Vier Kilometer nordwestlich von Pulau Mai befindet sich Pulau Kadola, die mit 21 ha (Rifffläche 3 km²) zweitgrößte Insel. Die dritte Insel ist Pulau Bingkudu (Bingkoedoe), sie ist 14 ha groß (Rifffläche 2,3 km²) und liegt 5,6 km nördlich von Mai sowie drei Kilometer nordöstlich von Kadola. Die Korallenriffe um die Inseln machen das Anlegen mit großen Schiffen so gut wie unmöglich.